# ソーヴィニヨン・ヴェール
ソーヴィニヨン・ヴェール (Sauvignon vert) 、別名ソーヴィニョナーゼ (Sauvignonasse) 、フリウラーノ (Friulano) は、イタリアのフリウーリ地方によくみられるヨーロッパブドウの白ブドウ品種である。チリでは広く栽培されており、ソーヴィニヨン・ブランと間違えられていた歴史がある。カリフォルニアで栽培されているミュスカデルはソーヴィニヨン・ヴェールとも呼ばれているが、このブドウとは別物である。
フリウリ＝ヴェネツィア・ジュリア州のフリウラーノは「トカイ」・フリウラーノ (Tokai Friulano) として知られていたが、2007年3月31日にルクセンブルクの欧州司法裁判所の決定によって、このブドウのワインの名称に「トカイ」を使用することが禁止された（1993年の欧州連合・ハンガリー間の合意内容に基づく）。2007年以降、トカイ・フリウラーノは「フリウラーノ」のみの名称で知られるようになり、ラベル表示もそれに従っている。
ヨーロッパにおいてトカイ・フリウラーノという名称が混乱を招いた主な原因は、トカイワイン (Tokaji) として知られるハンガリー産ワインに一切トカイ・フリウラーノが含まれておらず、通常以下のブドウ品種の組み合わせ ––フルミント (70%) 、ハールシュレヴェリュー (20-25%) 、ミュスカ・ブラン・ア・プティ・グラン (5-10%) –– によって作られていることによる。ハンガリーとしては、イタリアの辛口で芳醇なトカイ・フリウラーノ（もとからそれだけで特異なワインではある）と、トカイの名をもつ自国のワインとを混同する者がいないようにしたいのである。昔イタリアでトカイ・フリウラーノとされていたものは、フルミントのブドウで出来ていた可能性が非常に高い、と考える者もいる。おそらくソーヴィニョナーゼから作られたであろう「新しい」トカイ・フリウラーノが登場した最初の記録は、1932年のことにすぎない。
ピノ・グリージョもまた、フリウリ＝ヴェネツィア・ジュリアによくみられるブドウで、アルザスではトケ・ダルザス (Tokay d'Alsace) の別名で知られているが、トカイ・フリウラーノ（ソーヴィニヨン・ヴェール）とピノ・グリージョのあいだに類縁関係はない。

## 歴史
このブドウはヴェネト地方に起源をもち、そこからイタリアの他地域、とくにフリウーリ地方に伝播したと考えられており、フリウーリでは1600年から栽培されていた。イタリアにおいて、このブドウは何世紀ものあいだトカイもしくはトカイ・フリウラーノの名で知られていたという歴史がある。ヴェネツィア貴族の娘アウローラ・フォルメンティーニがハンガリーのバッチャーニ伯爵と1632年に結婚した際、トカイ・フリウラーノの木が彼女と一緒にハンガリーへやって来たことを示す史料があるものの、ハンガリーのトカイワインに使用される各ブドウ品種との類縁関係は認められていない。ワインの分類を改善し、トカイの名称を保護するため、欧州連合はトカイワインを強く連想させる名称および混同されやすい名称の使用を禁止する規定を設けた。フリウーリのワイン生産者は、このブドウをたんにフリウラーノと呼称することに決めた。
イタリア以外では、このブドウはスロヴェニアのゴリシュカ地方、とりわけヴィパーヴァ盆地とゴリシュカ・ブルダ地域でも栽培されており、「トカイ」の名称で知られている。欧州連合によってこの名称が禁止されたのを受け、スロヴェニアのワイン生産者は当初ワインの名称をソーヴィニョナーゼまたは（緑のソーヴィニヨンを表す）ゼレニ・ソーヴィニヨン (Zeleni sauvignon) に変更した。数年後の2013年になって、「トカイ (Tokaj) 」の名は逆さ読みの「ヤーコット (Jakot) 」に変えられ、現在では、スロヴェニアのワイン生産地で生産されたブドウおよびワインの正式名称となっている。
このブドウはイタリアからフランスへと伝播し、同地から「ソーヴィニヨン・ブラン」としてチリに渡ったと考えられている。1990年代になってようやく、チリの「ソーヴィニヨン・ブラン」は実際にはソーヴィニヨン・ヴェールであることがブドウ品種学者によって確定した。そのことがひとたび判明すると、「本物の」ソーヴィニヨン・ブランの植え付けが増加し、（ソーヴィニョナーゼとして知られることになった）ソーヴィニヨン・ヴェールは減少していった。このブドウは、フリウリ＝ヴェネツィア・ジュリアおよびゴリシュカ・ブルダにおいては依然として一般的な栽培品種であるものの、世界の他地域では現在のところほとんど目立たぬ存在になっている。

## ソーヴィニヨン・ブランとの混同
ソーヴィニヨン・ブランのクローン変異種であり、チリにもみられるソーヴィニヨン・グリと異なり、ソーヴィニヨン・ヴェールにはソーヴィニヨン・ブランとの類縁関係は認められていない。両ブドウ品種は、19世紀のあいだボルドーにおいて混在した状態にあり、その挿し木がたんなる「ソーヴィニヨン・ブラン」という名称でチリに持ち込まれた、と考えられる。ソーヴィニヨン・ヴェールとソーヴィニヨン・ブランは葉も果房も非常に似ており、それが両ブドウ品種の混同が起きた理由の一端であったといえる。また、両品種は貴腐菌（ボトリティス・シネレア、灰色かび病も参照）への感染しやすさにおいても似ている。両ブドウから作られたワインは相違が顕著で、比較した場合、セイヨウスグリ（グースベリー）やカシスのような熟した果実の特徴をもったアロマにおいてソーヴィニヨン・ブランのほうがはるかに強く、ソーヴィニヨン・ヴェールはそうした特徴が弱い一方、より柔らかな、白い花に寄ったアロマになっている。また、ソーヴィニヨン・ヴェールよりもソーヴィニヨン・ブランのほうが酸が強く、力強さやアロマの豊かさをより長く持続する。

## ブドウ栽培およびワイン
ソーヴィニヨン・ヴェールは芽吹きが遅く、べと病やうどんこ病にかかりやすい樹種である。ブドウ樹種としては収穫量が多い傾向があり、良質の高級ワインを作るためには調整をしなければならない。ソーヴィニヨン・ヴェールを使用する場合、ワインの品質はブドウを適切な時期に収穫できるかどうかに大きくかかってくる。収穫時期が早すぎると、出来上がったワインは柔弱で品種本来の特徴がいずれもなくなってしまう。このブドウは、アルコール濃度を非常に高くすることも可能であり、アルコール度数が14.5%のものも珍しくない。
ソーヴィニヨン・ヴェールから作られたワインは、生産地域によってさまざまである。フリウーリ地方のフリウラーノやゴリシュカ・ブルダ地域のヤーコットのワインは、通常フルボディで酸は中程度であり、白い花のアロマと果実の繊細な香りをもつ。典型的なチリのソーヴィニヨン・ヴェールは、若いものだと青リンゴのアロマが先にくるが、その特徴は年数を経るにつれて弱まり、よりミディアムボディのワインになっていく。

## 生産地域
ソーヴィニヨン・ヴェールの産地としてもっとも有名なのはフリウリ＝ヴェネツィア・ジュリア州およびゴリシュカ・ブルダ地域であり、このブドウは両地域内においてもっとも栽培されているブドウ品種のひとつになっている。フリウーリでは、原産地統制呼称 (D.O.C.) 対象地域における主要な白ブドウであり、コッリ・オリエンターリ・デル・フリウーリ、コッリオ・ゴリツィアーノ、フリウーリ・グラーヴェ、フリウーリ・イゾンツォでは全ブドウ畑の栽培面積の20%以上を占める。このブドウは、ヴェネト州全域で栽培されているトカイ・イタリコと類縁関係があると考えられている。唯一疑わしい点があるとすれば、ブレガンツェの町周辺で栽培されているトカイ・イタリコは、ブドウ品種学者の見解ではまったく異なる樹種だということである。イタリアのブドウ栽培と深いつながりをもつアルゼンチンでも、少量ながらフリウラーノのブドウが栽培されている。

## 別名
フリウラーノ、トカイ、ヤーコット、ソーヴィニョナーゼ